# Тийон, Жан
Жан Тийо́н (фр. Jean Tillon, лат. Joannes Tillon; умер 22 июня 1501, Анже) — аббат аббатства Святого Сергия в Анже с 27 сентября 1483 по 22 июня 1501 года.
Отцом Жана Тийона был военный по имени Оливарий, матерью — Катарина Ле Мэр. Бакалавр в области канонического права. До того, как стать аббатом в Анже, был аббатом в Вероне (фр. Véron) — сельской местности к востоку от города.

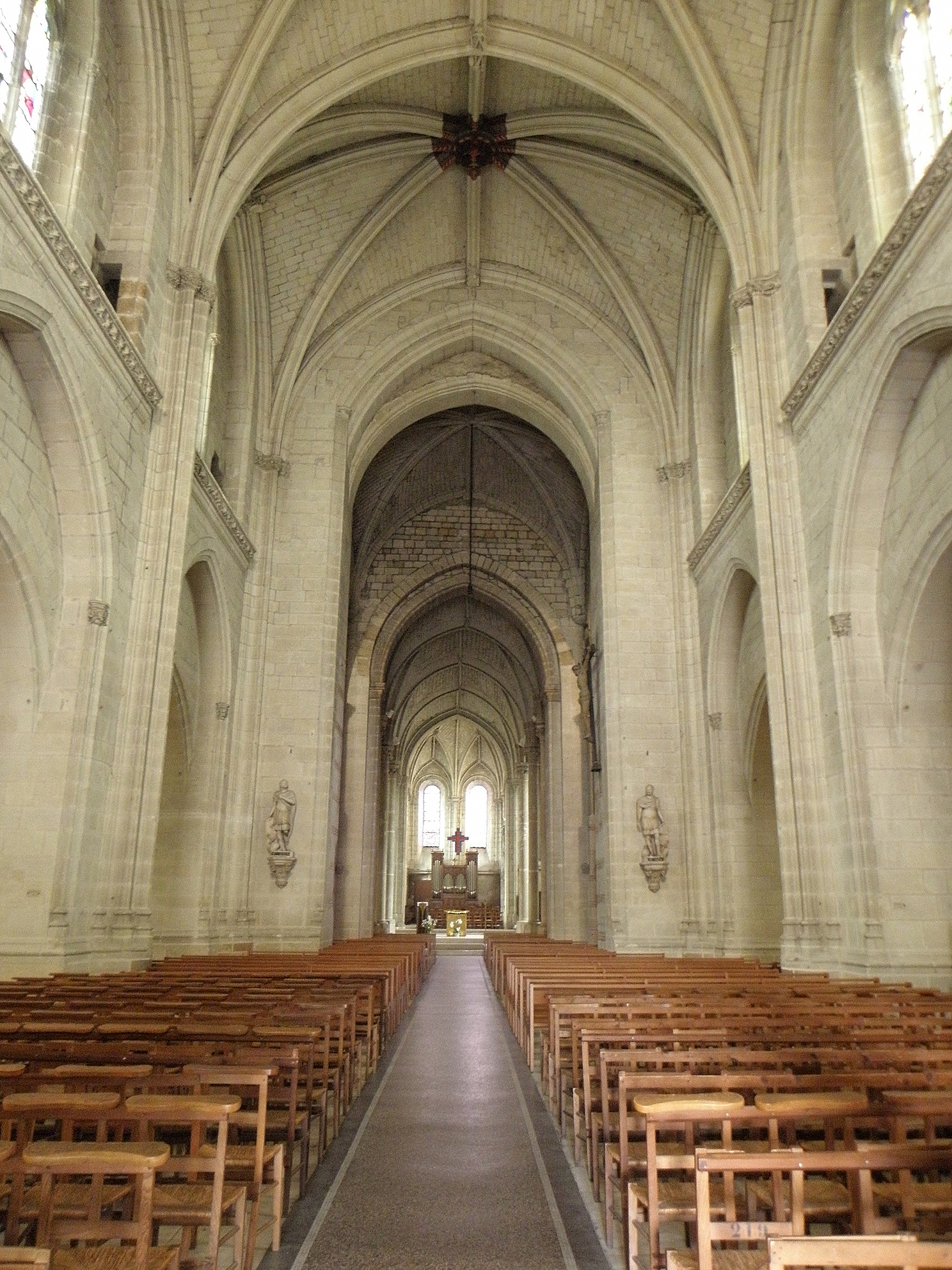
аббатство св. Сергия в Анже

При Тийоне был перестроен главный алтарь, посвящённый Страстям Христовым. При нём был также возведён новый амвон, украшенный многочисленными статуями, среди которых — Богородица Сострадающая. Скончался в 1501 году и был похоронен в правом трансепте. На стене над его могилой была помещена стихотворная эпитафия:
| Sous cette lampe est le corps inhumé De Jean Tillon, prélat moult estimé, Qui cette abbaye droictement gouverna Seize ans entiers qu’en icelle regna Issu estoit de dame et chevalier, Parquoy d’église fut un ferme pilier, En observant la sainte religion Et les frères tenant en union, Le pupitre et grant autel côstruire Fist et des biens cy obmis à écrire. | Под этим светильником погребено тело Жана Тийона, очень уважаемого прелата, Который достойно управлял этим аббатством И правил здесь целых шестнадцать лет. Он происходил [из семьи благородных] дамы и господина Был твёрдым столпом церкви, Придерживался святой религии И [следил за тем], чтобы братия была едина, Возвёл пюпитр и большой алтарь И [совершил другие] благие дела, не вошедшие в этот список. |